# Gulani
Gulani è una delle diciassette aree a governo locale (local government area) in cui è suddiviso lo stato di Yobe, in Nigeria. Estesa su una superficie di 2.090 chilometri quadrati, conta una popolazione di 103.510 abitanti.